# روس روبنسون
روس روبنسون (بالإنجليزية: Ross Robinson)‏ هو مدير تنفيذي موسيقي ‏ ومنتج أسطوانات وملحن أمريكي، ولد في 13 فبراير 1967 في بارستاو في الولايات المتحدة.

## وصلات خارجية
- روس روبنسون على موقع IMDb (الإنجليزية)
- روس روبنسون على موقع ميوزك برينز (الإنجليزية)
- روس روبنسون على موقع أول ميوزيك (الإنجليزية)
- روس روبنسون على موقع ديسكوغز (الإنجليزية)